# Svante Lundh
Svante Lundh var en svensk sångtextförfattare.
Lundh skrev bland annat texten till "Finns det nå'n som heter Greta?" (musik: Jules Sylvain under pseudonymen "Otto Hermann") till filmen Falska miljonären (1931). Bland andra verk av Lundh kan nämnas "Ellinor från Singapore" (också med musik av Sylvain, nu under pseudonymen "Einar Björke") och "Målarhio" (musik: Henrik Witt; insjungen på skiva av bland annat Sven-Olof Sandberg 1931).